# 2022年水牛城槍擊案
2022年5月14日美国纽约州水牛城一家Tops Friendly Markets超市发生大规模枪击事件，造成十人丧生，三人受伤。枪手在射擊時還用Twitch對現場進行直播，後來該槍擊犯被拘留。他在案發前曾表示自己是一位白人優越主義者。

## 槍擊
美国东部时间下午2:30左右，槍手佩顿·金德伦來到水牛城的一家Tops Friendly Markets，超市所在地是一个以非裔美国人为主的社区。當時槍手身穿防弹衣和军用级头盔，并携带一个頭戴式攝影機，並且用Twitch進行現場直播。 
他首先在停车场朝4人開槍，其中3人死亡。然后他走进商店，Tops Friendly Markets的保全、前布法罗警察局警察亚伦·索尔特（Aaron Salter）發現有異樣後向槍手开枪。 由于槍手身上穿有厚重的防弹衣，所以槍手並未受到多大傷害，反而索尔特被槍手當場打死。後來槍手舉槍於自己脖子試圖自盡，在警方勸說下投降。

## 受害者
共有13人中弹，10人死亡。11名受害者是非裔美国人，2名是美國白人。 死者中有四人是Tops Friendly Markets的员工。 

## 调查
案發當地的联邦调查局负责人斯蒂芬·贝隆吉亚（Stephen Belongia）告诉记者，这起枪击事件既是仇恨犯罪事件也是出于种族主義动机的暴力极端主义案件。 
警方逮捕了槍手并将他送往布法罗警察总部。

## 兇手
槍手名叫佩顿·S·金德伦（Payton S. Gendron）， 是一名18岁的白人男性。警方说他來自康克林。金德伦曾就读于纽约賓漢頓的纽约州立大学布鲁姆县社区学院。
金德伦在枪击案發前發表了一篇文章，主要涉及外來移民的话题，他認為白人的出生率會降低並且還會遭到种族灭绝。他在文章中還表示支持迪倫·魯夫以及基督城清真寺槍擊案。他還表示：“布法罗當地邮政编码為14208的地方黑人比例最高，而且离我住的地方也挺近。” 
2023年2月15日，当地法院判处枪手金德伦终身监禁不得假释。

## 司法流程
枪击案发生当天，兇手被傳訊至纽约州法院布法罗市法院。金德伦对一级谋杀的指控提出了无罪抗辩。兇手此後被关押並且不得保釋。同一天美国司法部证实，美国司法部长梅域·加蘭听取了枪击事件的简报，司法部正在将枪击事件作为仇恨犯罪进行调查。国土安全部部长亚历杭德罗·马约尔卡斯也于当天晚上8点30分听取了槍擊案的简报。
5月19日，大评审团宣布指控金德伦一级谋杀罪，相关指控已提前一天提交。当天金德伦短暂出庭，后续审判则定于6月9日进行。6月1日，大评审团向金德伦发出25项指控，包括1项以仇恨为动机在国内制造恐怖活动罪、10项以仇恨犯罪引发的一级谋杀罪、10项以仇恨犯罪引发的二级谋杀罪、3项以仇恨犯罪引发的二级谋杀未遂罪和1项非法持有武器二级罪。6月2日在伊利县法院受审，金德伦都上述罪名均表示不认罪。
11月，金德伦坦承犯案動機出於種族仇恨和國內恐怖主義。12月，金德伦律師表示金德伦將在庭審認罪，以避免被判死刑。金德伦表示自己在網路上接觸到種族仇恨思想，他還在法庭內情緒激動落淚，向受害家屬致歉。2023年2月，金德伦被法院判處無期徒刑、不得假釋。法官還斥責他「在一個文明的社會裏，絕不能容下任何種族主義和仇恨的意識形態，你將再沒有第二次機會，你將再也不能以自由人的身分重見天日」。

## 反应
總統乔·拜登和他的妻子吉尔·拜登向受害者及其家人祈祷。州长凱西·霍赫爾、众议员布萊恩·希金斯、纽约州总检察长詹樂霞等人谴责了枪击事件。伊利县警长办公室在推特上向所有遇难者及其家属表示哀悼。 
枪击事件发生后不久，Twitch发表声明，承認枪手的確使用該公司的服务直播枪击事件，而且兇手的帐户已“无限期封禁”。Twitch对受害者表示同情，并表示该公司听到枪击事件后感到非常震惊。 